# Asteryzm (typografia)
Asteryzm (⁂) – rzadko używany znak typograficzny, stosowany w celu zwrócenia szczególnej uwagi na pewien fragment tekstu. Najczęściej jest zastępowany trzema asteryskami (***).
W Unikodzie asteryzm występuje w wersjach:
| Znak | Unikod | Kod HTML             | Nazwa unikodowa | Nazwa polska |
| ---- | ------ | -------------------- | --------------- | ------------ |
| ⁂    | U+2042 | &#x2042; lub &#8258; | ASTERISM        | asteryzm     |
| *    | U+002A | &#x2A; lub &#42;     | ASTERISK        | asterysk     |